# Властимировичі
Властимировичі[A] (серб. кир.: Властимировић, pl. Властимировичі/Властимировићи) — перша сербська королівська династія, названа на честь князя Властимира (правив бл. 831–851), який був визнаний Імперією ромеїв. Династія була заснована Невідомим князем, який правив під час правління імператора Іраклія (610–641). Династія Властимировичів правила в Сербії до 960-х років, коли деякі сербські землі були анексовані Імперією ромеїв.

## Історія
Одним із фундаментальних джерел ранньої сербської історії є праця візантійського імператора Костянтина VII Багрянородного (913–959) «Про управління імперією». У восьми розділах описано розселення сербів та їх ранню історію аж до правління автора. У 32-му розділі з підрозділом «Про сербів і землі, які вони зараз населяють» подано коротку замітку про походження сербів, їх батьківщину, і продовжується історія членів найдавнішого правлячого роду сербів.

### Ранні правителі
За Багрянородним прародителем сербів був князь (неназваний у джерелах і названий невідомим князем), який під час правління Іраклія (610–641) привів сербів до Південно-Східної Європи. Автор подає ранню генеалогію: «Як сербський князь, який утік до імператора Іраклія» в той час, «коли Болгарія перебувала під Ромайоном» (отже, до заснування Болгарії в 680 р.), «за успадкуванням його син, а потім онук і так далі, його родина править як князі. Через кілька років народжується Вишеслав, і від нього Радослав, і від нього Просігой, і від нього Властимир». Час і обставини перших трьох правителів майже невідомі. Припускають, що Вишеслав правив у прибл. 780 р., але невідомо, коли б правили Радослав і Просігой. Коли у 822 році серби були згадані в королівських франкських анналах («серби, які, як кажуть, тримають велику частину Далмації»; ad Sorabos, quae natio magnam Dalmatiae partem obtinere dicitur), один із цих двох мав правити Сербією. За словами Джона (молодшого) Файна, було важко знайти сербів у цій місцевості, оскільки джерела ромеїв були обмежені південним узбережжям, також можливо, що серед інших племен існують групи малих племен сербів. В античний період Далмація простягалася від сучасної Далмації далеко у глибину, на північ біля річки Сава та на схід до річки Ібар. Правнук Вишеслава Властимир почав правити в прибл. 830 р., і він є найстарішим сербським правителем, про якого є значні дані.

### Властимир, Мутимир і Прибислав
Властимир об'єднав навколишні сербські племена. Серби були стривожені та, швидше за все, консолідовані через поширення Болгарського ханства до їхніх кордонів (швидке завоювання сусідніх слов'ян), бажанням самооборони і, можливо, прагнули спрямувати болгарську експансію на південь. Імператор ромеїв Феофіл (правління 829–842) був визнаний номінальним сюзереном (юзереном) сербів і, швидше за все, спонукав їх перешкодити болгарам. Тридцятирічний мирний договір між ромеями та болгарами, підписаний у 815 році, все ще був чинним.
За Костянтином VII, серби і болгари жили мирно як сусіди до вторгнення в 839 році (в останні роки Феофіла). Невідомо, що саме спонукало до війни, оскільки Порфирогенет не дає чіткої відповіді; чи це було результатом сербсько-болгарських відносин, тобто болгарського завоювання на південний схід, чи результатом ромейсько-болгарського суперництва, в якому Сербія була в союзі з Імперією ромеїв. За словами Джона Б. Бері, цілком ймовірно, що імператор брав у цьому участь; оскільки він воював з арабами, він, можливо, підштовхнув сербів вигнати болгар із західної Македонії, що принесло б користь їм обом — отже, дії Маламіра. Васіл Златарський припустив, що імператор запропонував сербам повну незалежність. За словами Багрянородного, болгари хотіли продовжити завоювання слов'янських земель - змусити сербів підкоритися. У 839 році Пресіан I (правління 836–852) почав вторгнення на територію Сербії, що призвело до війни, яка тривала три роки, в якій серби перемогли; Пресіан зазнав важкої поразки і втратив велику кількість своїх людей, не досяг територій і був вигнаний армією Властимира. Вважається, що серби трималися у своїх оборонних лісах і ущелинах і вміли воювати на пагорбах. За словами Живковича, цілком можливо, що болгарський напад стався після невдалого вторгнення на Струму та Нестос у 846 році (див. нижче): Пресіан міг зібрати свою армію та попрямував до Сербії, а Властимир міг брати участь у Ромейсько-болгарських війнах, що означало б, що Пресіан відповідав на безпосередню участь Сербів.
Після перемоги над болгарами статус Властимира підвищився, і, за Файном, він продовжив експансію на захід, захопивши Боснію та Герцеговину (Захумлє). Властимир видав свою доньку заміж за Країну, сина місцевого жупана Требинє, Белоє, у прибл. 847–48. Цим шлюбом Властимир підніс Країну до архонта. Родині Бєлоєвичів було надано правління Травунії. Країна мав сина від дочки Властимира на ім'я Хвалимир, який пізніше став жупаном Травунії. Піднесення Властиміром Країни та практична незалежність Травунії показують, на думку Живковича, що Властимир був християнським правителем, який дуже добре розумів монархічну ідеологію, яка розвивалася в ранньому середньовіччі.
Незабаром після 846 року, після закінчення тридцятилітнього перемир'я, Маламір (або Пресіан) вторгся в регіони Струми та Нестоса, і імператриця-регент Феодора (правління 842–855, дружина Теофіла) відповіла нападом у Фракійськк Болгарію. Було укладено короткий мир, після чого Маламир продовжив вторгнення в Македонію. Болгари також встановили свою владу в області Морави, на кордоні між Сербією та Болгарським ханством. Ромеї також були активні у внутрішніх районах Далмації, на захід від Сербії; стратеги міст Далмації вступили в конфлікт з франкським васалом хорватським князем Трпіміром у 846 або 848 роках, у якому стратег зазнав поразки.
Поразка болгар, які створили одну з найбільших держав у ХІ столітті, показує, що Сербія була організованою державою, цілком здатною захищати свої кордони та мала дуже високу військову та адміністративну організаційну структуру. Невідомо, чи мала Сербія за часів Властимира систему укріплень чи розвинену військову організацію з чітко визначеними ролями жупана.
Князь Мутімир (правив близько 851–891), син Властимира, зумів знову перемогти болгар у 834–835 рр., також полонивши сина болгарського князя. Серби і болгари уклали мир. Решта років пройшли під знаком внутрішньодинастичних війн. У 892 році князь Прибіслав Мутімирович був скинутий своїм двоюрідним братом, князем Петром Гойніковичем.
До середини ІХ століття процес християнізації Сербії був завершений, і була заснована єпархія Рас за часів імператора ромеїв Василя I.

### Петар, Павло, Захарія і Часлав

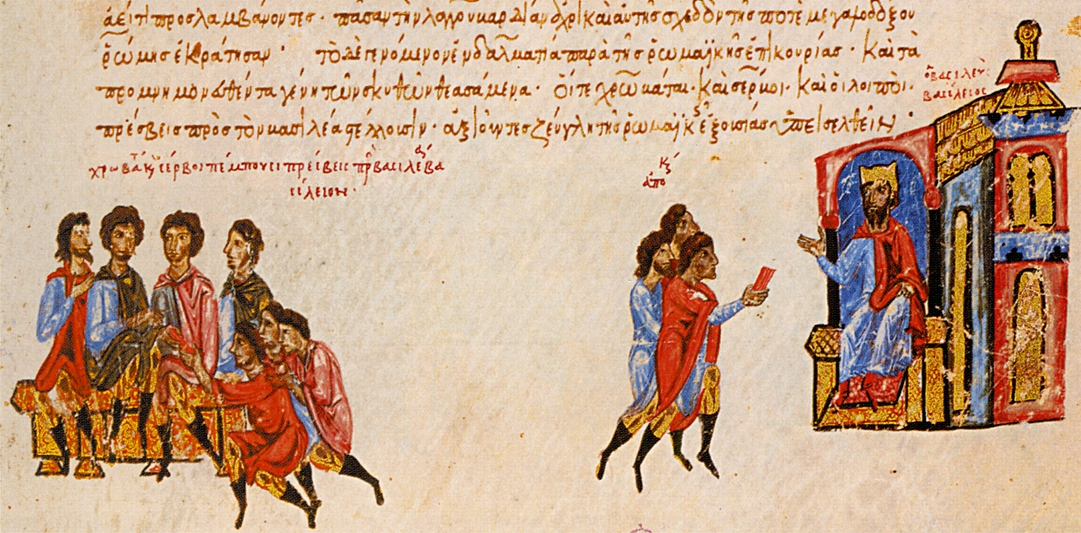
Імператор Василь I приймає делегації сербів.

Князь Петар Гойнікович був визнаний болгарами, тепер найбільшою державою в Південно-Східній Європі, хоча мир не тривав; ромеї послали посланця до Сербії, пообіцявши більшу незалежність в обмін на те, що Петар поведе армію проти болгар. Болгарський союзник Михайло Вишевич, який бачив загрозу в Петарі під час завоювання останнім Боснії та Неретви, почув про можливий союз і попередив болгарського царя, який пізніше послав ставленика Павла Брановича правити Сербією. Тим часом Захарія Прібиславич був посланий ромеями зайняти сербський престол, але він був схоплений Павлом і відправлений до Болгарії. Потім до Павла звернулися ромеї, і тому болгари переконали Захарію перейти на свій бік. Павло планував напад на Болгарію, але цар Симеон був знову попереджений і відправив Захарію з військом, пообіцявши йому трон, якщо він переможе Павла, що він і зробив. Невдовзі Захарія відновив свій ромейський союз, також об’єднавши кілька слов’янських племен уздовж спільного кордону, щоб повстати проти болгар. Кілька болгарських провідників були обезголовлені, їхні голови були відправлені Захарією до Константинополя як символ вірності. У 924 році велика болгарська армія під проводом Часлава Клонімировича, троюрідного брата, спустошила Сербію, змусивши Захарію до втечі. Однак замість встановлення Часлава між 924 і 927 роками болгари анексували Сербію.
Князь Часлав зайняв трон у 927 році, після смерті болгарського царя, і негайно уклав союз з Імперією ромеїв. Вплив східної православної церкви значно зріс, і Часлав підтримував тісні зв’язки з ромеями протягом усього свого правління. Він розширив Сербію, об’єднавши племена Боснії, Герцеговини, Старої Сербії та Чорногорії (що включало Паганію, Захумлє, Травунію, Конавле, Боснію та Раку в Сербії, ι Σερβλια). Він заволодів регіонами, якими раніше володів Михайло Вишевич, який зникає з історичних літописів у 925 році. Про управління імперією описує його володіння: береги Адріатичного моря, річки Сава та долини Морава, а також сучасну північну Албанію.
Письмові відомості про першу династію закінчуються смертю Часлава.

## Наслідки
Катепанат Расу був заснований між 971 і 976 роками, під час правління Іоанна Цимісхія (правління 969–976). Печатка стратега Раса датована періодом правління Цимісхія, що дозволяє вважати попередника Цимісхія Никифора II Фоку визнаним у Рашії. Протоспатарієм і катепаном Раса був візантійський намісник на ім'я Іоанн. Дані про катепано Рас під час правління Цимішка відсутні. Ромейська військова присутність незабаром закінчилася війнами з Болгарією і була відновлена лише бл. 1018 р. з недовгою Сірмійською темою, яка, однак, не поширювалася на Сербію.
Через п'ять десятиліть Йован Володимир став князем сербів, правлячи як болгарський васал зі свого місця в Барі. Ймовірний нащадок, Стефан Воїслав, очолив численні повстання в 1030-х роках проти Імператора ромеїв (володаря сербських земель), успішно ставши незалежним до 1042 року. Його володіння включало всі землі, які раніше належали Чаславу Клонімировичу, і він був епонімом другої сербської династії, Воїславовичів, яка базувалася в Дуклі. Останній, можливо, був гілкою династії Властимировичів. Молодша гілка династії Воїславовичів, Вукановичі, виникла як третя династія в 1090-х роках. Вона був названий на честь великого князя Вукана, який на початку володів Рашкою (внутрішньою територією) за свого двоюрідного брата, короля Дуклі Костянтина Бодіна (бл. 1080–1090), але відмовився від будь-якого правління в 1091 році, коли він здійснив набіги на багато ромейських міст Косово та Македонії. Династія Неманичів, наймогутніша в сербській історії, була заснована Стефаном Неманею, також є нащадком тієї ж лінії.

## Родинне дерево
- Невідомий князь (~610–641+), вождь сербів та їхніх ромейських склавиній під керівництвом Іраклій.
  -  Кілька поколінь
    -  Вишеслав (~780)
      -  Радослав (~800–822)
        -  Просігой (822–836)
          -  Властимир (836–~850) (засновник), переміг болгар у болгаро-сербській війні (839-842).
            - Мутімир (~850 – † 891–893), переміг болгар у болгаро-сербській війні (853).
              - Прибіслав, ruled (~891–893)
                -  Захарія (921–924), зведений на трон ромеями, зміщений болгарами

              - Бран, pretender to the throne 895–6
                -  Павло (~917–921), зведений на трон болгарами, скинутий ромеями

              -  Стефан

            - Строймир, васал Мутімира, пізніше - болгарського князя Бориса
              -  Клонімир,
                -  Часлав (927–960), звільнив сербські землі з-під болгарської окупації, об'єднав Сербію

            - Гойнік, васал брата Мутімира, пізніше - князя Бориса)
              -  Петар (~892–918), потрапив у болгарський полон, загинув у полоні.

            -  Донька, вийшла заміж за Країну Белоєвича

## Анотації
1. ^ In historiography, the dynasty is known as Vlastimirović (серб. кир.: Властимировић, pl. Vlastimirovići / Властимировићи), a patronymic derived from Vlastimir. It is occasionally named Višeslavić (Serbian Cyrillic: Вишеславић, pl. Višeslavići / Вишеславићи) or Vojislavić (Serbian Cyrillic: Војиславић, pl. Vojislavići / Војиславићи), after Višeslav or Vojislav, Vlastimir's great-grandfather. It is also known as the "old Serbian dynasty".[24]

### Первинні
- Ферјанчић, Божидар (1959). Константин VII Порфирогенит. Византиски извори за историју народа Југославије. Т. 2. Београд: Византолошки институт. с. 1—98.
- Кунчер, Драгана (2009). Gesta Regum Sclavorum. Т. 1. Београд-Никшић: Историјски институт, Манастир Острог.
- Moravcsik, Gyula, ред. (1967). Constantine Porphyrogenitus: De Administrando Imperio (вид. 2nd revised). Washington D.C.: Dumbarton Oaks Center for Byzantine Studies.
- Pertz, Georg Heinrich, ред. (1845). Einhardi Annales. Hanover.
- Scholz, Bernhard Walter, ред. (1970). Carolingian Chronicles: Royal Frankish Annals and Nithard's Histories. University of Michigan Press.
- Шишић, Фердо, ред. (1928). Летопис Попа Дукљанина (Chronicle of the Priest of Duklja). Београд-Загреб: Српска краљевска академија.
- Живковић, Тибор (2009). Gesta Regum Sclavorum. Т. 2. Београд-Никшић: Историјски институт, Манастир Острог.

### Вторинні
- Bury, John B. (1912). A History of the Eastern Empire from the Fall of Irene to the Accession of Basil I. (A.D. 802-867). London: MacMillan.
- Ćirković, Sima (2004). The Serbs. Malden: Blackwell Publishing.
- Curta, Florin (2006). Southeastern Europe in the Middle Ages, 500–1250. Cambridge: Cambridge University Press.
- Fine, John Van Antwerp Jr. (1991). The Early Medieval Balkans: A Critical Survey from the Sixth to the Late Twelfth Century. Ann Arbor, Michigan: University of Michigan Press.
- Janković, Đorđe (2004). The Slavs in the 6th Century North Illyricum. Гласник Српског археолошког друштва. 20: 39—61.
- Komatina, Predrag (2010). The Slavs of the mid-Danube basin and the Bulgarian expansion in the first half of the 9th century (PDF). Зборник радова Византолошког института. 47: 55—82.
- Komatina, Predrag (2015). The Church in Serbia at the Time of Cyrilo-Methodian Mission in Moravia. Cyril and Methodius: Byzantium and the World of the Slavs. Thessaloniki: Dimos. с. 711—718.
- Krsmanović, Bojana (2008). The Byzantine Province in Change: On the Threshold Between the 10th and the 11th Century. Belgrade: Institute for Byzantine Studies.
- Obolensky, Dimitri (1974). The Byzantine Commonwealth: Eastern Europe, 500-1453. London: Cardinal.
- Ostrogorsky, George (1956). History of the Byzantine State. Oxford: Basil Blackwell.
- Runciman, Steven (1930). A History of the First Bulgarian Empire. London: G. Bell & Sons.
- Runciman, Steven (1988). The Emperor Romanus Lecapenus and His Reign: A Study of Tenth-Century Byzantium. Cambridge University Press.
- Samardžić, Radovan; Duškov, Milan, ред. (1993). Serbs in European Civilization. Belgrade: Nova, Serbian Academy of Sciences and Arts, Institute for Balkan Studies.
- Stephenson, Paul (2000). Byzantium's Balkan Frontier: A Political Study of the Northern Balkans, 900–1204. Cambridge: Cambridge University Press.
- Stephenson, Paul (2003a). The Legend of Basil the Bulgar-Slayer. Cambridge: Cambridge University Press.
- Stephenson, Paul (2003b). The Balkan Frontier in the Year 1000. Byzantium in the Year 1000. BRILL. с. 109—134.
- Treadgold, Warren T. (1997). A History of the Byzantine State and Society. Stanford, California: Stanford University Press.
- Vlasto, Alexis P. (1970). The Entry of the Slavs into Christendom: An Introduction to the Medieval History of the Slavs. Cambridge: Cambridge University Press.
- Живковић, Тибор (2000). Словени и Ромеји: Славизација на простору Србије од VII до XI века (The Slavs and the Romans). Београд: Историјски институт САНУ, Службени гласник.
- Живковић, Тибор (2002). Јужни Словени под византијском влашћу 600-1025 (South Slavs under the Byzantine Rule 600-1025). Београд: Историјски институт САНУ, Службени гласник.
- Живковић, Тибор (2004). Црквена организација у српским земљама: Рани средњи век (Organization of the Church in Serbian Lands: Early Middle Ages). Београд: Историјски институт САНУ, Службени гласник.
- Живковић, Тибор (2006). Портрети српских владара: IX-XII век (Portraits of Serbian Rulers: IX-XII Century). Београд: Завод за уџбенике и наставна средства.
- Živković, Tibor (2007). The Golden Seal of Stroimir (PDF). Historical Review. Belgrade: The Institute for History. 55: 23—29.
- Živković, Tibor (2008). Forging unity: The South Slavs between East and West 550-1150. Belgrade: The Institute of History, Čigoja štampa.
- Živković, Tibor (2011). The Origin of the Royal Frankish Annalist's Information about the Serbs in Dalmatia. Homage to Academician Sima Ćirković. Belgrade: The Institute for History. с. 381—398.
- Živković, Tibor (2012). De conversione Croatorum et Serborum: A Lost Source. Belgrade: The Institute of History.
- Živković, Tibor (2013a). On the Baptism of the Serbs and Croats in the Time of Basil I (867–886) (PDF). Studia Slavica et Balcanica Petropolitana (1): 33—53.
- Živković, Tibor (2013b). The Urban Landcape [sic] of Early Medieval Slavic Principalities in the Territories of the Former Praefectura Illyricum and in the Province of Dalmatia (ca. 610-950). The World of the Slavs: Studies of the East, West and South Slavs: Civitas, Oppidas, Villas and Archeological Evidence (7th to 11th Centuries AD). Belgrade: The Institute for History. с. 15—36.

## Зовнішні посилання
- Стівен Рансімен, Історія Першого Болгарського царства, Лондон, 1930 р.